# Diario Balear
El Diario Balear fue un periódico editado en Palma de Mallorca durante algo más de veinte años en la primera mitad del siglo XIX, concretamente y con alguna interrupción así como cambios en su denominación, entre 1814 y 1836.

## Fundación
El periódico fue fundado por iniciativa de Felipe Guasp y Barberí en la ciudad de Palma de Mallorca. Su primer ejemplar salió a la calle el martes uno de noviembre de 1814. Se imprimía en la imprenta regentada por este periodista y se considera que es una continuación del Diario de Palma. Este era un periódico que había desaparecido el año anterior y del que Melchor Guasp había sido el impresor durante su último mes de publicación.

## Línea editorial y contenido
Su línea editorial fue neutra aunque, por lo general, afín al gobierno existente en cada momento. Esto le llevó a polemizar con otros periódicos mallorquines durante el periodo del Trienio Liberal, entre 1820 y 1823.
Durante su primera época publicaba noticias del extranjero, nacionales y de Mallorca, a la vez que comunicaciones de varias Administraciones y la cartelera teatral. Posteriormente, a partir de 1820, incluyó artículos políticos, extractos de noticias publicadas en otros periódicos y textos remitidos por terceros.
Con el inicio de la Década Ominosa, en 1823, limitó su contenido a reproducir decretos y reales órdenes, noticias contenidas en la gaceta del gobierno y artículos sobre la industria. Este cambio le permitió ser el único periódico publicado en las islas Baleares durante ese periodo.

## Formato
Hasta 1820 se editaba principalmente en cuatro páginas de tamaño cuartilla y ocasionalmente en ocho con el texto presentado en una columna. A partir de ese año cambió su formato a tamaño folio  con el texto a dos columnas.
Ocasionalmente se acompañaba por un suplemento y trimestralmente, incluía un índice de decretos y órdenes gobernativas.

## Épocas
A lo largo de su existencia, esta publicación cambió de nombre varias veces así como de numeración.
Tuvo una primera época desde su fundación hasta el 29 de mayo de 1815 en que fue prohibido, al igual que el resto de periódicos en España a excepción de la Gaceta de Madrid y el Diario de Madrid. Como consecuencia de esta orden, estuvo casi un año sin salir a la calle; concretamente, entre el 29 de mayo de 1815 y 30 de marzo de 1816.
Durante su segunda época experimentó varios cambios de nombre:
- El 1 de abril de 1816 reinició su numeración manteniendo la denominación de Diario Balear hasta el 17 de marzo de 1820.[1]
- Entre el 18 de marzo de 1820 y el 20 de septiembre del mismo año, cambió su nombre a «Diario constitucional de Palma».[1]
- Entre el 21 de septiembre de 1820 y el 31 de diciembre de 1822, volvió a cambiar su nombre, esta vez a «Diario constitucional, político y mercantil de Palma».[1]
- Entre el 1 de enero y el 6 de noviembre de 1823 volvió a denominarse «Diario constitucional de Palma».[1]

Su tercera época se inició el 7 de noviembre de 1823, con una nueva numeración y retomando el nombre original de Diario Balear que mantuvo hasta su desaparición el 24 de agosto de 1836.

## Otra bibliografía
- Ossorio y Bernard, Manuel (1904). Ensayo de un catálogo de periodistas españoles del siglo XIX. Imprenta y litografía de J. Palacios. Wikidata Q18908018. Consultado el 14 de marzo de 2017.

- Datos: Q29002270